# Hai to Diamond
Hai to Daiyamondo (灰とダイヤモンド, Ceniza y diamantes) es el primer álbum de JRock/Pop de la banda Glay. Fue lanzado el 25 de mayo de 1994, y alcanzó el puesto 26 en listas de Oricon, con más de 100.000 copias vendidas.

## Lista de canciones
1. "Manatsu no Tobira (Glay Version)"
2. "Kanojo no "Modern..."
3. "Kissin' Noise
4. "Hidoku Arifureta White Noise wo Kure"
5. "Rain (Glay Version)"
6. "Lady Close"
7. "Two Bell Silence"
8. "Sen no Knife ga Mune wo Sasu"
9. "Burst"
10. "if ~ Hai to Diamond"